# Crna murva
Crna murva (lat. Morus nigra), cvatuća je biljka iz porodice Moraceae, porijeklom iz sjeverozapadne Azije. Biljka je poznata i po velikom broju kromosoma, 308 individualnih tj. 154 para.

## Opis
Crna je murva listopadno stablo, visine do 15 metara. Listovi su dugi do 20 cm, širine do 10 cm. Plodovi su crne boje, veličine do 3 cm, u Hrvatskoj dozrijevaju od kraja svibnja odnosno početka lipnja.

## Uzgoj i uporaba
Biljka se naturalizirala u skoro cijeloj Europi (na sjever do južne Švedske), uključujući i Ukrajinu, na istok je raširena sve do Kine. Najvažnija primjena je za jelo, kod nas i za pečenje rakije. U Europu je prvo unešena oko 1500. godine, kako bi je se koristilo za ishranu dudova svilca, što se pokazalo pogrešnim, jer ličinke preferiraju lišće bijele murve.Plod je ukusan, hranjiv, bogat vitaminom C, te antocijanima. Osim plodova listovi i mlade grančice,kao i kora, koriste se u narodnoj medicini, prije svega u Kini i Indiji. Plodovi i listovi mogu se koristiti i za dobivanje prirodnih bojila za tkanine. Može se uzgojiti iz sjemena, cijepljenjem, te reznicama. U Brazilu se crna murva uzgaja na velikim plantažama, prodaje se svježa ili konzervirana.

## Primjena u narodnoj medicini
Crna murva ima dugu povijest medicinske upotrebe u kineskoj medicini, gotovo svi dijelovi biljke koriste se na ovaj ili onaj način. Obično se koristi bijela murva (M. alba), ali i crna vrsta ima ista svojstva. Nedavna istraživanja pokazala su poboljšanja kod elefantijaze kada se liječi injekcijama ekstrakta lišća i kod tetanusa nakon oralnih doza soka pomiješanog sa šećerom. Analgetik, omekšivač, sedativ. Listovi su antibakterijski, adstringentni, dijaforetski, hipoglikemički, odontalgični i oftalmički. Uzimaju se interno u liječenju prehlade, gripe, infekcija oka i krvarenja iz nosa. Lišće se skuplja nakon prvih jesenskih mrazeva i može se koristiti svježe, ali se uglavnom suši. Stabljike djeluju antireumatski, diuretski, hipotenzivni i pektoralni. Tinktura kore se koristi za ublažavanje zubobolje. Grane se beru u kasno proljeće ili rano ljeto i suše za kasniju upotrebu. Voće ima tonički učinak na energiju bubrega. Koristi se u liječenju urinarne inkontinencije, tinitusa, preranog sijedenja kose i zatvora kod starijih osoba. Njegova glavna upotreba u biljnoj medicini je boja i aroma u drugim lijekovima. Kora korijena je antitusik, diuretik, ekspektorans i hipotenziv. Koristi se interno u liječenju astme, kašlja, bronhitisa, edema, hipertenzije i dijabetesa. Korijenje se bere zimi i suši za kasniju upotrebu. Kora je antihelmintik i purgativ, koristi se za tjeranje trakavice. Ekstrakti biljke imaju antibakterijsko i fungicidno djelovanje. Od lišća se pravi homeopatski lijek. Koristi se u liječenju šećerne bolesti.

## Vanjske poveznice
- PFAF database Morus nigra